# (15899) Silvain
(15899) Silvain (1997 RR1) – planetoida z pasa głównego asteroid okrążająca Słońce w ciągu 3,27 lat w średniej odległości 2,2 j.a. Odkryta 3 września 1997 roku.